# Le Courrier du désert
 (février 2023).
Si vous disposez d'ouvrages ou d'articles de référence ou si vous connaissez des sites web de qualité traitant du thème abordé ici, merci de compléter l'article en donnant les références utiles à sa vérifiabilité et en les liant à la section « Notes et références ».
Le Courrier du désert (Whiplash) est une série télévisée australienne en 34 épisodes de 25 minutes, en noir et blanc, créée par Michael Noonan et Michael Plant et diffusée d'abord au Royaume-Uni entre le 10 septembre 1960 et le 10 juin 1961 sur ITV, puis en Australie entre le 18 février et le 4 novembre 1961 sur le réseau Seven Network.
En France, la série a été diffusée à partir du 26 avril 1964 sur RTF Télévision 2 devenue la deuxième chaîne de l'ORTF, et au Québec à partir du 20 mai 1967 à la Télévision de Radio-Canada.

## Distribution
- Peter Graves (VF : Roger Rudel) : Christopher Cobb
- Anthony Wickert : Dan Ledward

## Épisodes
1. Ville du condamné (Convict Town)
2. Cavalier sur la colline (Rider on the Hill)
3. L'Héritage (The Legacy)
4. De l'autre côté du Swan (The Other Side of the Swan)
5. Fil Barbelé (Barbed Wire)
6. Épisode à Bathurst (Episode in Bathurst)
7. La route tordue (The Twisted Road)
8. Mme Colbert (Dutchman's Reef)
9. L'Actrice (The Actress)
10. Diviser et conquérir (Divide and Conquer)
11. L'homme de versement (The Remittance Man)
12. Sarong (Sarong)
13. Brigade en or massif (Solid Gold Brigade)
14. Stade pour deux (Stage for Two)
15. L'os qui murmura (The Bone That Whispered)
16. Le jour du chasseur (The Day of the Hunter)
17. Titre français inconnu (The Canoomba Incident)
18. Les sables se précipitent (The Rushing Sands)
19. Roche de feu (Fire Rock)
20. Les Chasseurs (The Hunters)
21. Traque (Stage Freight)
22. Un portrait en poudre à canon (Portrait in Gunpowder)
23. Rubans et roues (Ribbons and Wheels)
24. Les naufragés (The Wreckers)
25. Tempête et rivière (Storm River)
26. Marée d'inondation (Flood Tide)
27. Un dilemme en laine (Dilemma in Wool)
28. Les ténèbres courent la mer (Dark Runs the Sea)
29. Le Fil magique (The Magic Wire)
30. La vallée hantée (The Haunted Valley)
31. Histoire d'amour en or (Love Story in Gold)
32. Acte de Courage (Act of Courage)
33. Le Secret des collines hurlantes (Secret of the Screaming Hills)
34. Les Arabes d'Adelaïde (The Adelaide Arabs)